# Іванов Олег Олексійович
Іванов Олег Олексійович — радянський і український художник кіно. Заслужений діяч мистецтв України (1999).

## Життєпис
Народився 8 червня 1959 р. в Одесі. Закінчив Одеський інженерно-будівельний інститут (1981).
Працює на Одеській кіностудії.
Член Національної спілки кінематографістів України з 1991 р.

## Фільмографія
Оформив фільми:
- «Пригоди Петрова і Васєчкіна, звичайні й неймовірні» (1983, художник-декоратор)
- «У пошуках капітана Гранта» (1985, художник-декоратор у співавт.)

Художник-постановник:
- «Розмах крил» (1986, у співавт. з В. Шинкевичем; реж. Г. Глаголєв)
- «Зміна долі» (1987, у співавт. з У. Шмановим; реж. К. Муратова)
- «Кримінальний талант» (1988, реж. С. Ашкеназі)
- «Астенічний синдром» (1989; реж. К. Муратова)
- «Пустеля» (1991, т/ф, 2 с; реж. М. Кац)
- «Кульгаві увійдуть першими» (1992; реж. М. Кац)
- «Анекдотіада, або Історія Одеси в анекдотах» (1994, 5 с; реж. М. Кац)
- «Доглядачі пороку» (2001, т/с, реж. В. Ноздрюхін-Заболотний, Росія—Україна)
- «Жіноча логіка 2» (2002, т/с, Мосфільм, реж. С. Ашкеназі) та ін.